# Ziggety Zag & the Mechanical Spyders
Ziggety Zag & The Mechanical Spyders es una banda de Glam Experimental, ubicada en la Ciudad de México.

## Historia

### Biografía
El origen de The Mechanical Spyders se puede rastrear hasta la década de los 90's, cuando Ziggety Zag, con un par de amigos, formó la banda con la intención de hacer Glam y Glam Rock, al estilo de David Bowie, Roxy Music y otros artistas de la era Glam. La primera alineación que ya usaba el nombre de The Mechanical Spyders constaba de Ziggety Zag y Baby Bowie en la guitarra, y más tarde se unió Stevie Ray Bauhaus en el bajo (quien tiempo después dejaría su alias para formar Model), pero debido a diversas causas, la banda se desintegró sin haber grabado material.
Un par de años más tarde, Ziggety Zag volvió a formar la banda, esta vez con el nombre de Ziggety Zag & The Mechanical Spyders, con un par de tipos a quien él mismo enseñó a tocar. Esta vez la alineación constaba de Ziggety Zag en guitarra, Fritz en bajo y Omar López en batería. Tocaron juntos por algún tiempo y compusieron un par de canciones, pero la banda se separó sin explicación después de su primera presentación, sin embargo grabaciones de Queen Bitch de David Bowie, Love is the Drug de Roxy Music, y The Mechanical Spyders, una composición original, todavía flotan en la internet.
A principios del siglo XXI, y después de pasar varios años tocando con bandas de Metal en el circuito urbano, Ziggety Zag decidió dejar esa escena y volver a formar a los Spyders, esta vez con su hermano gemelo Adolf Zag en los teclados, Zadrak en el bajo y el extraño baterista Neuköln, inspirándose ahora, además de en el Glam, en la música experimental de artistas de los 70's, como Talking Heads, Brian Eno, Phil Manzanera, The 801, etc., y en el Rock Gótico de principios de los 80's, como Bauhaus, Siouxsie and the Banshees, Sex-Gang Children, etc.
En el 2004, Ziggety Zag & the Mechanical Spyders se presentan en vivo, junto con otros músicos invitados, en un programa de radio en Japón, donde interpretan The Mechanical Spyders, Zahida y un cover de Roxy Music, The Numberer, obteniendo críticas muy favorables por esta presentación.
A mediados del 2007, se separa Zadrak del grupo, lo cual deja a Ziggety Zag encargado del bajo además de la guitarra, y, en diciembre de 2007, empiezan a grabar material para su primer EP, el cual aparentemente llevaría el nombre de Der Triumph Des Willens, aunque en realidad fue terminado lanzado en 2009 después de muchos retrasos, con el nombre de Planet 99 / Planet 66, incluyendo los temas Planet 99 / planet 66, The disasterous Trip to Orion-K y la antes mencionada versión en vivo de The Numberer.

### Origen del Nombre
El nombre Ziggety Zag & The Mechanical Spyders parece venir de dos fuentes: el álbum de 1972, The Rise and Fall of Ziggy Stardust and the Spiders From Mars de David Bowie, que cuenta la historia de Ziggy Stardust, un roquero extraterrestre y su banda The Spiders from Mars; y el álbum de 1998, Mechanical Animals, de Marilyn Manson, que a su vez rinde homenaje al Ziggy Stardust de Bowie, con su banda (ficticia también) Omega and the Mechanical Animals, donde el líder, Omega, también es un extraterrestre vuelto roquero.

## Miembros
Se sabe poco sobre la vida personal de los miembros de la banda, y los datos disponibles son obviamente ficticios
- Ziggety Zag - (Guitarra y Bajo) Se nombra a sí mismo Capitán y Oficial al mando de la nave interestelar Whyte Spyder, dice tener 128 años y venir de la Tierra, sólo que de varios miles de años en el futuro(!)
- Adolf Zag - (Teclados) Hermano gemelo de Ziggety Zag. Ziggety Zag se refiere a él en broma (?) como su gemelo malvado.
- Neuköln - (Batería) Se llama a sí mismo Embajador de la Gente Gato del Planeta Gato en la galaxia de Transylvania. Lleva orejas postizas de gato(!) y maquillaje en los ojos.

### Discografía
- Planet 99 / Planet 66 EP 2009

## Trivia
- Ziggety Zag parece haber tomado su nombre de la canción Doll-Dagga Buzz-Buzz Ziggety-Zag de Marilyn Manson, a quien cita frecuentemente como influencia.

- Adolf Zag aparece en el myspace de la banda con un bigote estilo Chaplin o Hitler, parece haber tomado el nombre de este último, ya que al parecer todos los miembros de la banda usan nombres falsos.

- Neuköln es una canción de David Bowie.

- White Spyder es una canción de The Smashing Pumpkins.

- Ziggety Zag es guitarrista de la banda de J-Rock/J-Pop The Heavy Metal Karaoke Machine.

- Datos: Q6171377